# Walentin Gawriłow
Walentin Aleksandrowicz Gawriłow (ros. Валентин Александрович Гаврилов, ur. 26 lipca 1946 w Moskwie, zm. 23 grudnia 2003 tamże) – radziecki lekkoatleta, skoczek wzwyż, medalista olimpijski i mistrz Europy.
Zajął 7. miejsce na mistrzostwach Europy w 1966 w Budapeszcie. Zwyciężył w finale Pucharu Europy w 1967 w Kijowie. Zdobył srebrny medal na europejskich igrzyskach halowych w 1968 w Madrycie za swym kolegą z reprezentacji ZSRR Wałerijem Skworcowem.
Na igrzyskach olimpijskich w 1968 w Meksyku zdobył brązowy medal, ulegając jedynie dwóm Amerykanom: Dickowi Fosbury’emu i Edowi Caruthersowi. Zdobył złoty medal na europejskich igrzyskach halowych w 1969 w Belgradzie, a także na mistrzostwach Europy w 1969 w Atenach.
Zwyciężył na halowych mistrzostwach Europy w 1970 w Wiedniu oraz na letniej uniwersjadzie w 1970 w Turynie. Zajął 2. miejsce w finale Pucharu Europy w 1970 w Sztokholmie. Na mistrzostwach Europy w 1971 w Helsinkach zajął 10. miejsce.
Zajął (wraz z kilkoma innymi zawodnikami) 3. miejsce na letniej uniwersjadzie w 1973 w Moskwie. Zwyciężył w finale Pucharu Europy w 1973 w Edynburgu. Zajął 14. miejsce na halowych mistrzostwach Europy w 1974 w Göteborgu.
Był mistrzem ZSRR w 1967 i 1969 oraz wicemistrzem w 1966 i 1970, a w hali mistrzem w 1973 oraz brązowym medalistą w 1971 i 1972.
Swój rekord życiowy (2,21 m) ustanowił 19 lipca 1969 w Los Angeles.
W 1970 otrzymał tytuł Zasłużonego Mistrza Sportu ZSRR. Po zakończeniu kariery zawodniczej pracował jako trener m.in. w Zjednoczonych Emiratach Arabskich.